# Genea papillosa
Genea papillosa är en svampart som beskrevs av Vittad. 1831. Genea papillosa ingår i släktet Genea och familjen Pyronemataceae.   Inga underarter finns listade i Catalogue of Life.